# Пухов, Александр Григорьевич
Александр Григорьевич Пухов (род. 2 сентября 1956, Узунколь, Кустанайская область) — пластический хирург, доктор медицинских наук, профессор, один из первых пластических хирургов в России. Основатель отделения реконструктивной и пластической хирургии Челябинской Областной Клинической Больницы. Одним из первых в России хирургов стал оперировать пациентов с полными травматическими ампутациями конечностей. С 2003 г. заслуженный врач РФ. Награжден орденом «За заслуги перед Отечеством» 2 степени. В 2023 году получил звание почетного гражданина Челябинска.

## Биография
Окончил в 1979 году Челябинский медицинский институт. После окончания работал в течение 3 лет общим хирургом в МСЧ ЧМЗ. С 1983—1985 год проходил обучение в клинической ординатуре на кафедре госпитальной хирургии Челябинского медицинского института. После окончания клинической ординатуры был оставлен работать в отделении сосудистой хирургии Челябинской областной больницы ангиохирургом.
С 1985 года работал врачом в отделении сосудистой хирургии Челябинской областной клинической больницы — сосудистым хирургом.
В 1986 году прошел обучение по микрохирургии в г. Москве во Всесоюзном научном центре хирургии на кафедре микрохирургии (№ 3732106 от 02.08.1986 г.), после чего организовал микрохирургическую группу на базе отделения сосудистой хирургии.
В 1989 году прошел обучение в Киевском научно-исследовательском институте медицины на базе отделения микрохирургии.
В 1991 году назначен заведующим впервые организованного на Южном Урале и Сибири отделения микрохирургии и реконструктивной и пластической хирургии, которое обеспечивало обслуживание населения в Свердловской, Курганской, Оренбургской и Кустанайской областей. В это же время в СССР было организовано 6 аналогичных отделений.
Пухов А. Г. с 1993 года стал систематически обучаться и повышать свою квалификацию по вопросам пластической хирургии в ведущих клиниках Англии, Франции, Италии, Испании, Германии, Австрии, США, Португалии, что подтверждается наличием сертификатов.
Пухов А. Г. в 1995 году избран член-корреспондентом Международной Академии информатизации (диплом № 20-4399 от 22 февраля 1995).
В 1995 году он был избран членом Международной ассоциации Ультразвуковых хирургов.
Пухов А. Г. с 1996 года является действительным членом Российского общества пластических и реконструктивных хирургов.
С 1998 г. — действительный член Российской Академии Естественных Наук, действительный член Нью-Йоркской Академии Наук, действительный член Итальянской Академии Экономических и Социальных Наук
С 1999 г. — член Французского отделения Международной Академии эстетической хирургии и эстетической медицины.
В 2000 г. присуждено звание почетного профессора Европейского университета.
В 2000 году защитил кандидатскую диссертацию на тему «Микрохирургические методы в лечении местно-распространенных злокачественных опухолей головы и шеи».
В ноябре 2001 года защищена докторская диссертация на тему «Функциональная и эстетическая реабилитация больных на основе современных хирургических и малоинвазивных технологий».
Является участником популярных передач на центральном телевидении — многократно участвовал в программах Елены Малышевой «Здоровье», в цикле передач «Жить ЗдОрово!», а также «Модный приговор» Александра Васильева.
С 2010 года Пухов А. Г. назначен главным внештатным специалистом по пластической хирургии Министерства здравоохранения по Челябинской области.
В настоящее время является заведующим отделения пластической и реконструктивной хирургии Челябинской областной клинической больницы.

## Клиническая, научная и педагогическая деятельность
Отделение, которым руководит Пухов А. Г., в течение многих лет работает с хорошими качественными показателями. За 28 лет работы отделения прооперировано около 4 тысяч пациентов с полными и неполными травматическими ампутациями конечностей. Возвращено к полноценному труду 90 % оперированных больных. За этот период сделано множество операций по восстановлению трудоспособности и качества жизни у онкологических больных после операций на голове, шее и молочных железах. Разработаны новые методики операций на молочных железах, голове и шее.
Пухов А. Г. является одним из первых специалистов в России и странах СНГ по новому направлению специальности «Хирургия», «Пластическая хирургия», благодаря развитию которого в России и, в том числе, на Южном Урале, удалось спасти от инвалидности и смерти тысячи больных и, более того, вернуть их к полноценному труду и жизни.
Пухов А. Г. первым в России овладел техникой глубокого химического пилинга. Пухов А. Г. остается единственным врачом в Российской Федерации, который в совершенстве владеет техникой глубокого химического пилинга и применяет данную технику в работе. За эти годы сделано более 1.5 тысяч таких операций.
Пухов А. Г. в 1995 году впервые в России внедрил в практику метод ультразвуковой липосакции.
Пухов А. Г. является создателем первой на сегодняшний день школы пластической хирургии на Южном Урале и организатором создания отделения реконструктивной и пластической хирургии, которое является лучшим в России.
Решением Министерства Образования РФ Пухову А. Г. 20 апреля 2005 г. присвоено ученое звание профессора по кафедре онкологии (аттестат профессора № 012357).
Пухов А. Г. с 2004 года является профессором кафедры онкологии с курсом ИПО ГБОУ ВПО «Башкирского Государственного медицинского университета», с 2006 года — профессором кафедры хирургической стоматологии ГБОУ ВПО «ЧелГМА». С 2008 года Пухов А. Г. является членом докторского диссертационного совета ГБОУ ВПО «Башкирского Государственного медицинского университета».
Пухов А. Г. активно занимается педагогической деятельностью с 2005 года и по настоящее время. В указанный период разработал и читает студентам 5-6 курсов обучения курс лекция по тематике «Реконструктивная и пластическая микрохирургия» в ГБОУ ВПО «ЧелГМА», а также курс лекций на кафедре онкологии в ГБОУ ВПО «Башкирском Государственном медицинском университете».
Читает лекции и проводит практические занятия с врачами — интернами и клиническими ординаторами. А. Г. Пухов пользуется уважением сотрудников областной больницы г. Челябинска, преподавателей БГМУ и ЧГМА.
Пухов А. Г. с 2004 года активно занимается научной работой. За период с 2004 по 2012 годы Пухов А. Г. подготовил семь кандидатов медицинских наук и одного доктора медицинских наук, защита работ которых успешно состоялась. Пухов А. Г. с 2004 года и по настоящее время опубликовал 120 опубликованных научных статей и работ в российской и зарубежной печати, в частности, он является автором 3 монографий, а именно: «Новые направления функциональной и эстетической реабилитации больных на основе современных хирургических и информационных технологий», «Ультразвуковая лимфодиссекция», «Замещение дефектов тканей головы и шеи».
Пухов А. Г. в соавторстве написал первую главу учебника «Онкология» для ВУЗов (2006 год), мультимедийного учебника «Онкология», учебного пособия «Рак молочной железы», имеющих гриф УФО МО РФ, а также ряд учебных пособий для высших медицинских учебных заведений.
Пухов А. Г. является автором и соавтором 16 изобретений, таких как, например: «Способ хирургического лечения осложненных дефектом свода черепа», «Способ оперативной увеличивающей фаллопластики», «Способ лечения косметических дефектов кожи лица», «Совершенствование технологии лимфодиссекции в онкохирургии» и т. д.; одной полезной модели «Аппарат для вспенивания склерозирующего инъекционного препарата».

### Патенты
1. Способ лечения косметических дефектов кожи лица № 2195260 от 27.12.2002
2. Способ хирургического лечения осложненных дефектов свода черепа № 2169529 от 27.06.2001

Пухов А. Г. входит в состав редакционного совет научно практического журнала «Вопросы реконструктивной и пластической хирургии» (г. Томск)

## Награды и признание
За заслуги в области здравоохранения Пухов А. Г. неоднократно награждался много численными дипломами и медалями международных академий и ассоциаций.
14 декабря 2000 г. награжден серебряной юбилейной медалью Российской Академии Естественных Наук «РАЕН 10 лет 1990—2000»
В 2003 году Пухову А. Г. присвоено звание заслуженный врач Российской Федерации.
В октябре 2013 г. награжден орденом «За заслуги перед Отечеством» 2 степени.